# 浮田継真
浮田 継真（うきた つぐまさ、宝永2年（1705年） - 正徳2年10月23日（1712年11月21日））は、江戸時代後期の人物。八丈島に配流となった宇喜多一族。父は浮田秀真。兄に秀徳、継栄、継高。

## 生涯
宝永2年（1705年）、浮田半平家の当主浮田秀真の4男として生まれる。
浮田半七家として分家がなされるも、正徳2年（1712年）、島内で大流行した天然痘により死去。享年8（戒名、了覚信士）。
死後、浮田半七家の家督は、甥・継永（浮田継栄の子）が相続する。